# Emmasingel (Eindhoven)

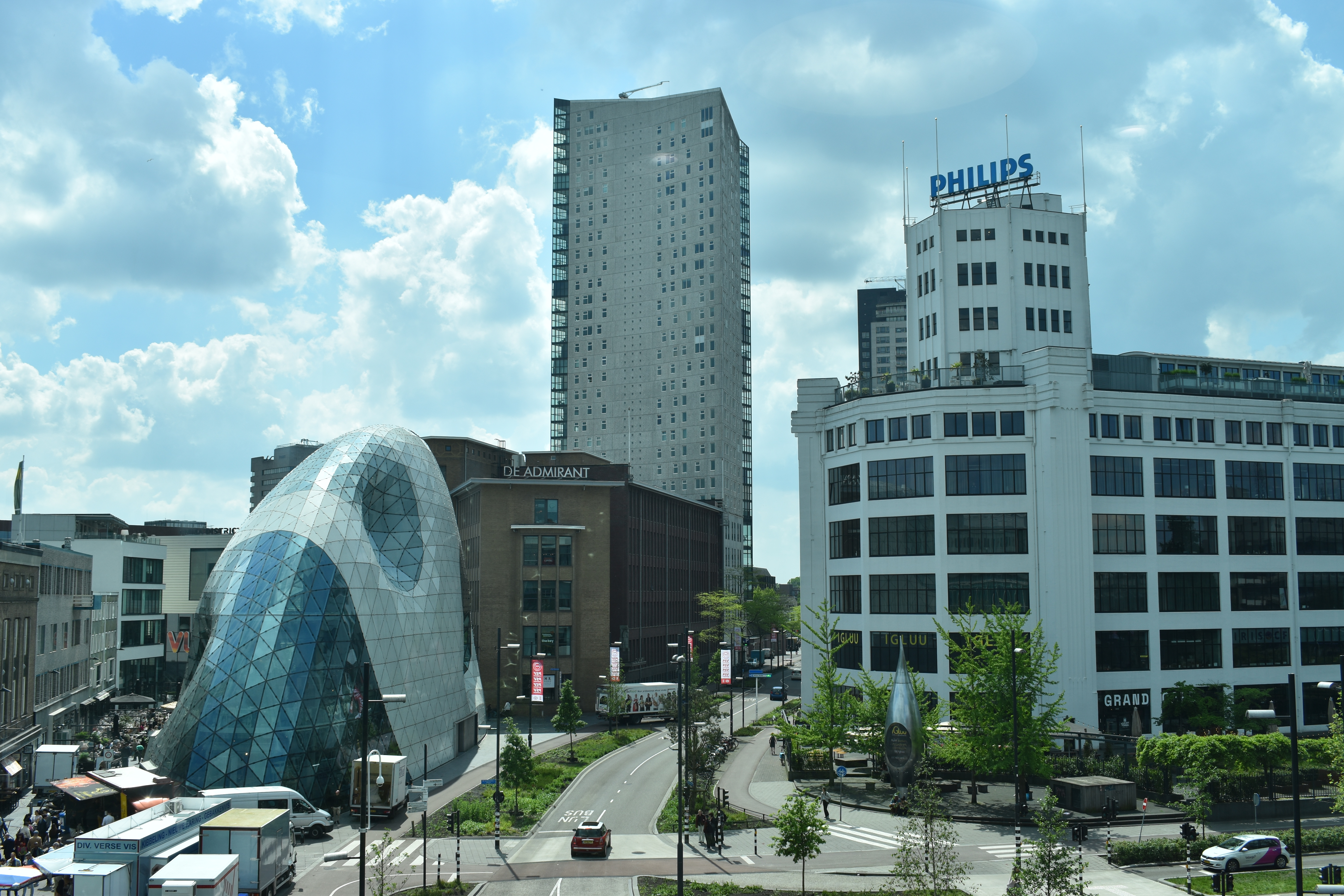
De Emmasingel gezien vanuit het noorden

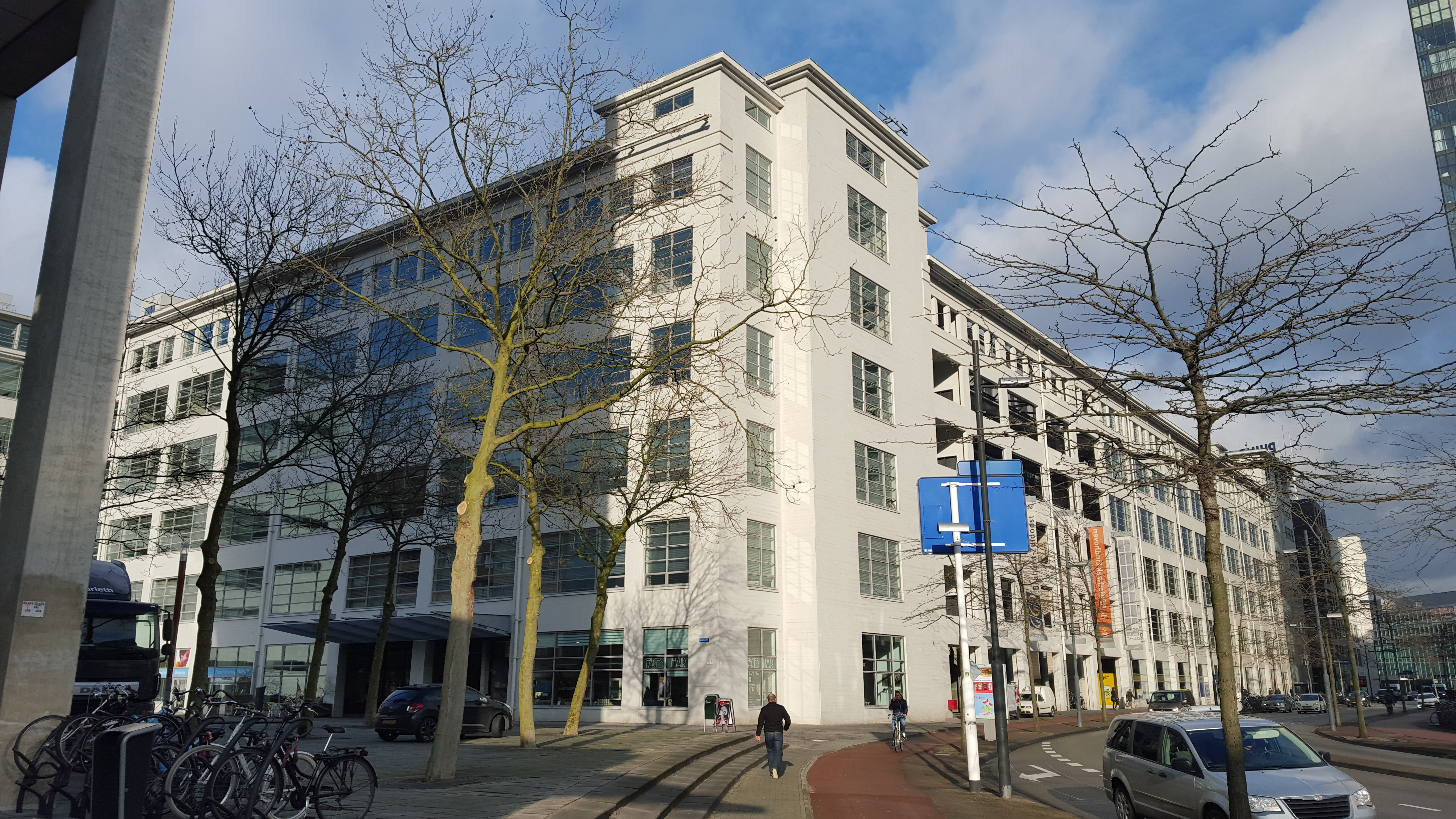
De Witte Dame aan de Emmasingel

De Emmasingel is een straat in Eindhoven. Veel gebouwen in de straat herinneren nog aan de eerste decennia van Philips als gloeilampenproducent. Door het succes van Philips veranderde de Emmasingel, vroeger onderdeel van de middeleeuwse stadsgracht van de stadsomwalling van Eindhoven, in een imposante industriestraat.

## Geschiedenis
De Emmasingel stond in de 19e eeuw bekend als de Knip of de Kateknip. In 1888 wordt voor de Knip voor het eerst de naam Emmasingel gebruikt.
Toen Frederik Philips en zijn zoon Gerard Philips in 1891 de firma Philips & Co oprichtten, begonnen zij een kleine gloeilampfabriek aan de Emmasingel. Dat werd al snel succesvol en in de jaren daarna zette de groei door. Op de hoek van de Emmasingel en de Mathildelaan werd in 1909 gestart met de bouw van de Lichttoren en in 1921 was de bouw voltooid. Achter de Lichttoren vind je de Witte Dame, dat tussen 1927 en 1932 in verschillende fasen werd gebouwd. Pas in 1953 werd het gebouw wit geverfd en kreeg het daardoor de bijnaam 'de Witte Dame'. Tegenover de Witte Dame staat het voormalige hoofdkantoor van Philips, gebouwd in 1927. In de volksmond werd dit gebouw 'de Bruine Heer' genoemd, maar officieel heet het gebouw 'de Admirant'.
In de eerste gloeilampenfabriek van Philips bevindt zich tegenwoordig het Philips Museum. Naast het museum staat woontoren de Admirant. Op de hoek van de Emmasingel en Willemstraat staat woontoren de Regent, die in 1999 werd voltooid. Verderop, richting het 18 Septemberplein, ligt tegenover de Lichttoren en naast de Bruine Heer de Blob, een opvallend gebouw in het centrum van Eindhoven.
18 Septemberplein ·
Berenkuil ·
Boschdijk ·
Demer ·
Dommelstraat ·
Emmasingel ·
John F. Kennedylaan ·
Keizersgracht ·
Markt ·
Mathildelaan ·
Oude Stadsgracht ·
Stationsplein ·
Stratumsedijk ·
Stratumseind ·
Vestdijk ·
Wal ·
Wilhelminaplein